# 哈罗德·哈克特
哈罗德·哈克特（英語：Harold Hackett，1878年7月12日—1937年11月20日），美国男子网球运动员。他曾获得1907年、1908年、1909年和1910年美国网球公开赛男子双打冠军。他于1937年在纽约去世。